# NGC 229
NGC 229 est une galaxie lenticulaire située dans la constellation d'Andromède. NGC 229 a été découverte par l'astronome français Édouard Stephan en 1879. La même nuit il a découvert la galaxie NGC 228 .

## Caractéristiques
Sa vitesse par rapport au fond diffus cosmologique est de  7 038 ± 33 km/s, ce qui correspond à une distance de Hubble de 103,80 ± 7,28 Mpc (∼339 millions d'al). 
Elles sont rapprochées sur la sphère céleste et elles sont à des distances similaires de la Voie lactée. Elles forment donc une paire de galaxies.
NGC 229 présente une large raie HI.